# Albert Malet (peintre)
Pour les articles homonymes, voir Malet.
Albert Malet, né le 5 avril 1912 à Bosc-le-Hard, et mort le 4 septembre 1986 à Rouen, est un peintre français de l'École de Rouen.

## Biographie
Élève de Robert Antoine Pinchon, Albert Malet commence à peindre en 1931. Il participe aux expositions de la Société des artistes rouennais.
Il expose trois œuvres au Salon de l'école française au Palais de Tokyo à Paris en 1942.
Albert Malet est inhumé à Claville-Motteville, où il fut instituteur de 1947 à 1960.

## Expositions

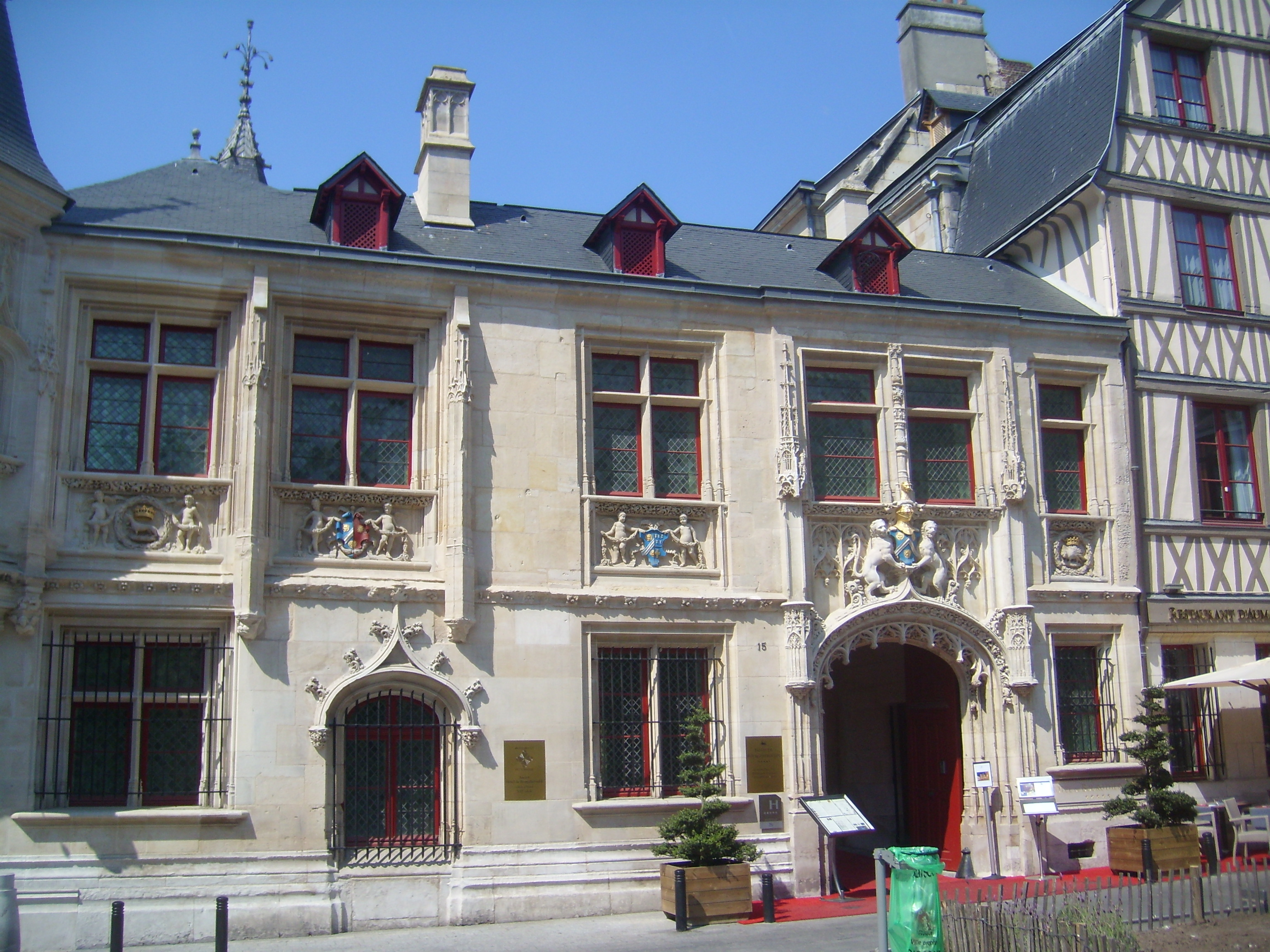
Hôtel de Bourgtheroulde, Rouen

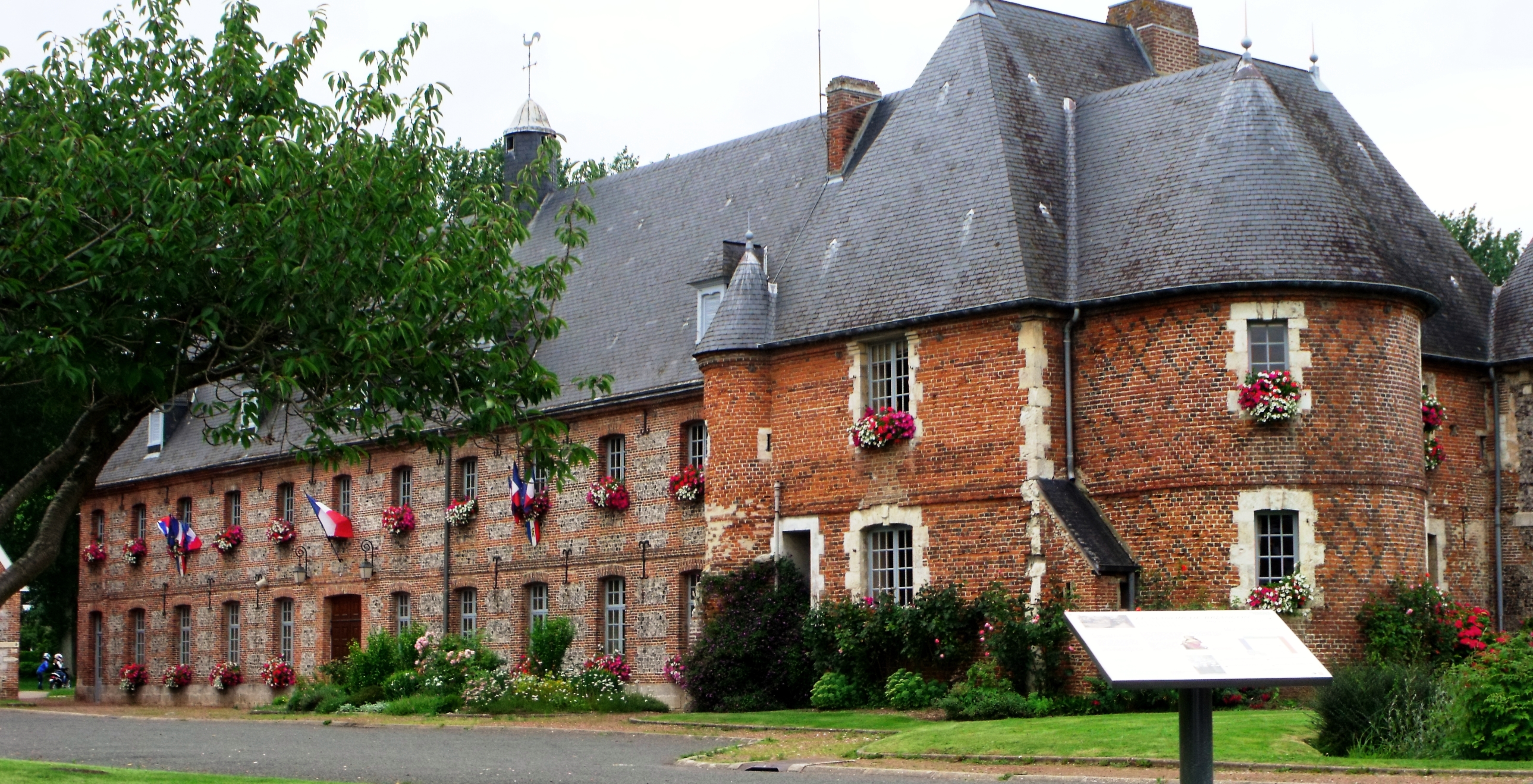
Manoir de Briançon, Criel-sur-Mer

### Expositions personnelles
- Galerie Legrip, Rouen, 1941[3], 1942[4],[5], 1943[6].
- 1974: Centenaire de l'Impressionnisme, Albert Malet, Galerie Claude Marumo, Paris, 7-30 juin, 1974[7].
- Galerie Marumo, Paris, juillet 1974[8].
- Galerie Marie-Jeanne Garoche, Paris, décembre 1996 - janvier 1997.
- Galerie de la Cour d'Albane, novembre 1997.
- Rétrospective Albert Malet, Hôtel de Bourgtheroulde, Rouen, 2006.
- La Normandie impressionniste - Albert Malet, Le Grenier à sel, La Bouille, août-septembre 2010[9].
- Festival Normandie impressionniste - Hommage à Albert Malet, Petit-Couronne, septembre-octobre 2010[10].

### Expositions collectives
- Albert Malet et les peintres de l'École normande, Galerie Claude Marumo, Paris, juin 1972[11].
- Quarantième salon des amis des arts et du manoir de Briançon - Michel Ciry, Jef Friboulet, Pierre Gautiez, Franck Innocent, Monique Journod, Michel King, Pierre Laffillé, Roland Lefranc, Albert Malet, Georges Mirianon, Marcel Peltier, Gaston Sébire…, manoir de Briançon, Criel-sur-Mer, juillet-août 2008[12].
- École normande - French painters of the 19th and 20th century, Findlay Galleries, Palm Beach (Floride) et New York, 2018[13].

## Distinctions
- Chevalier de l'ordre des Palmes académiques

## Hommages
Une école de Limésy a reçu son nom. Une rue de Barentin porte son nom. Une résidence de Saint-Ouen-du-Breuil où il passa son enfance porte son nom. Une rue de la résidence du Canada à Quincampoix-Fleuzy (Oise) porte son nom.

## Réception critique
- « Élève et ami de Robert Antoine Pinchon, un des maîtres de l'École normande, dont il s'inspirera, il parvient, par la nuance de ses couleurs, à traduire la subtilité de la lumière de la Vallée de la Seine. Plantant son chevalet au hasard des itinéraires normands, il saisit sur la toile l'atmosphère fugitive qui sépare les plans et fait vibrer les tons. » - André Ruellan, critique d'art[14]
- « Des couleurs fluctuantes, une mise en page heureuse : des paysages dans la lignée impressionniste et dans le luminisme de l'école de Rouen par un peintre qui a pris pour devise : "Tout voir, tout sentir : l'œuvre de l'artiste doit être impétueusement communicative". Par son enseignement (Malet a formé de nombreux paysagistes), il a assuré une continuité à l'école de Rouen. » - Gérald Schurr[15]

## Collections privées
- Jacques Larcier, Rouen[16].